# 南部小波蘭木製教堂
南部小波蘭木製教堂（波蘭語：Drewniane kościoły południowej Małopolski）是位於波蘭小波蘭南部地區的一處世界文化遺產。這些木製教堂修建於不同時代。修建於中世紀後期的木質教堂使用了哥特式裝飾，而之後修建的教堂則受到洛可可風格和巴洛克風格的影響。同時這些教堂還融合了東正教和天主教的風格。